# سيث كابلان
سيث كابلان (بالإنجليزية: Seth Caplan)‏ هو منتج أفلام أمريكي، ولد في 15 أبريل 1977 في شيكاغو في الولايات المتحدة.

## وصلات خارجية
- سيث كابلان على موقع IMDb (الإنجليزية)
- سيث كابلان على موقع قاعدة بيانات الفيلم (الإنجليزية)